# 한국트라이볼로지학회
한국트라이볼로지학회는 사회일반의 이익에 공여하기 위하여 공익법인의 설립 운영에 관한 법률 규정에 따라 윤활 및 트라이볼로지에 관한 학술 및 기술의 진보 발전을 도모하여 과학기술 발전에 기여함을 목적으로 1988년 11월 24일 설립허가된 대한민국 과학기술정보통신부 소관의 사단법인이다. 사무실은 (139-743) 서울특별시 노원구 공릉2동 172 (서울테크노파크 419호/서울과학기술대학교 내)에 있다.